# Strumiwka
Strumiwka (ukr. Струмівка) – wieś położona na Ukrainie, w rejonie łuckim, w obwodzie wołyńskim, liczy 660 mieszkańców.